# Telharmonium

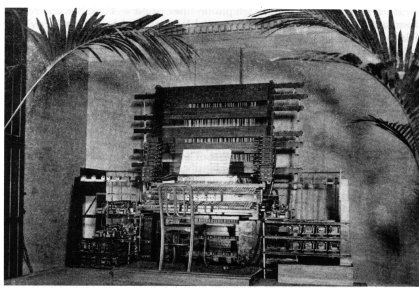
telharmonium de 1897

Le telharmonium, teleharmonium ou dynamophone, est un instrument de musique électromécanique, développé à partir de 1897 par l'américain Thaddeus Cahill (1867 - 1934). C’est le premier véritable instrument de synthèse sonore pour la musique électronique. Il a été conçu pour distribuer de la musique sur le réseau téléphonique américain nouvellement créé qui est à la base du nom de l'instrument : « Telegraphic Harmony ».

## Description

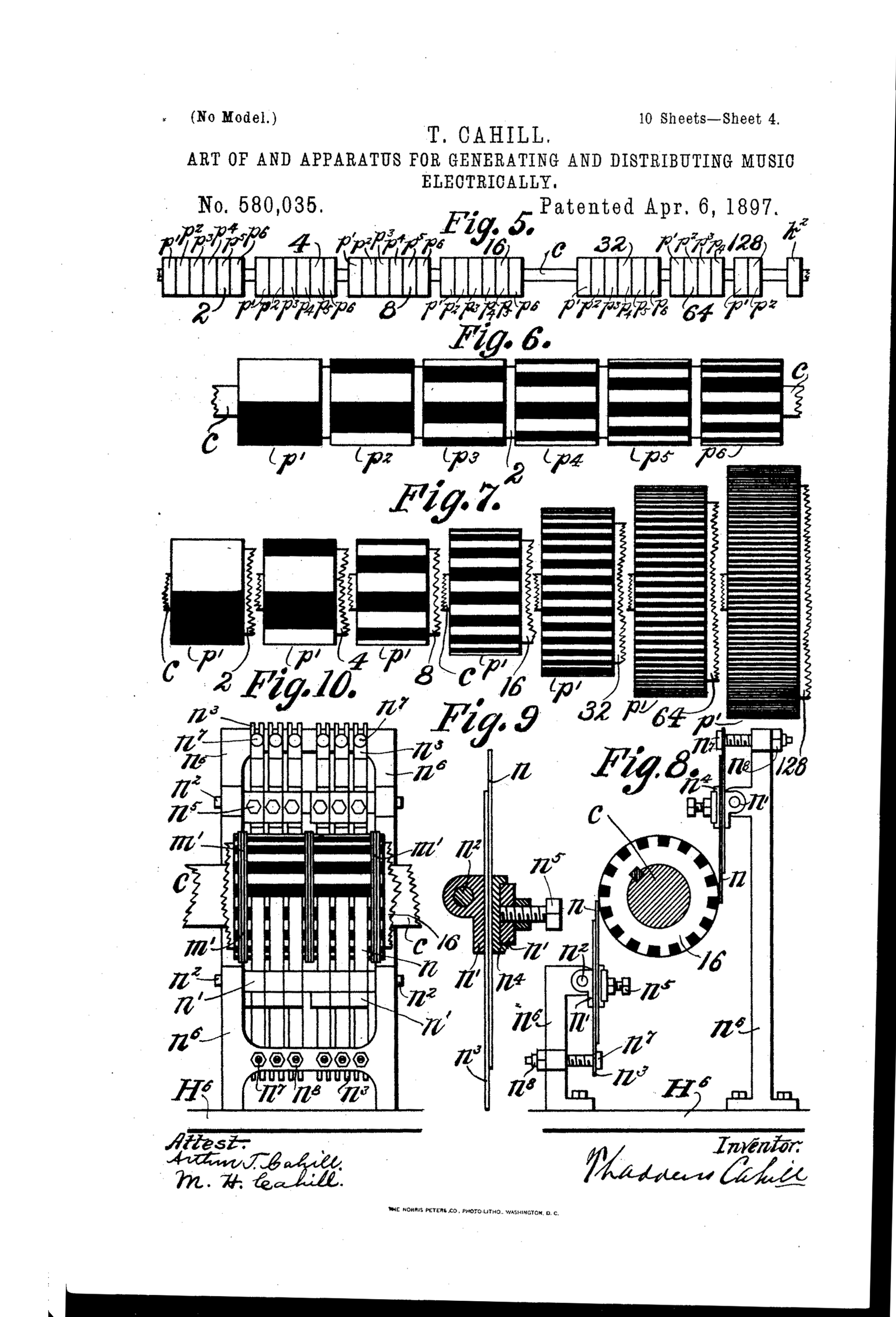
brevet original illustrant le principe de la roue phonique

Cet ancêtre du synthétiseur n’était pas un instrument électronique mais électromécanique. En effet, le son n’était pas produit par un oscillateur électronique, mais par la rotation d’une « roue phonique » devant un micro composé d’une bobine et d’un aimant permanent selon le même principe qu’un micro de guitare électrique (ou d'un réothome dans les premières versions). On a également comparé ce principe à celui d'une dynamo qui produirait des impulsions électriques brèves, d'où le nom dynamophone. Cela dit, en 1898, la triode n'existait pas (elle apparaîtra en 1907). À ses débuts, à défaut de pouvoir amplifier le courant d'une bobine, les notes étaient obtenues par des roues à contacts (comme on peut le voir sur l'extrait du brevet original illustrant le principe de la roue phonique). Ainsi, la roue établissait et coupait le contact dans un circuit où se trouvait ensuite l'enroulement d'un transformateur. Ce qui explique que les rotors devaient être placés dans une salle à part de celle où se trouvait le clavier et/ou les haut-parleurs du fait du bruit que produisait leur fonctionnement.

### La roue phonique
La roue phonique est une roue crantée sur sa circonférence. Lorsque les crans passent devant le micro, ils génèrent des signaux électriques, dont la fréquence dépend de la vitesse de rotation et de leur nombre. Un cylindre est découpé en plusieurs roues phoniques, avec un nombre de crans multiplié par deux d’une roue à l’autre, ce qui permet d’obtenir pour une note donnée plusieurs octaves. Par exemple, si le cylindre tourne à 110 tr/s, on obtient avec une roue à 1 cran une note de fréquence 110 Hz, soit la note la deux octaves sous le la de référence à 440 Hz. Avec une roue à deux crans, on obtient un la à 220 Hz, avec 4 crans le la 440 Hz… En multipliant le nombre de cylindres par 12 (autant que de demi-tons dans les gammes occidentales), on peut ainsi produire toutes les notes sur une tessiture importante, seulement limitée par le nombre de crans (et par la technologie de l’époque).

### Un instrument imposant
Le telharmonium était capable de couvrir 7 octaves, entre 40 et 4 000 Hz. Il était polyphonique et possédait un clavier à toucher dynamique : l’intensité de la pression effectuée sur une touche faisait varier l’éloignement des cylindres par rapport aux capteurs, ce qui générait un signal plus ou moins fort.
Cahill ayant comme objectif de développer son système de diffusion musicale par le biais du téléphone, il fallait que le telharmonium soit suffisamment puissant pour qu’il puisse atteindre ses auditeurs. Or, au début du XXe siècle, l’amplification électrique n’existait pas encore. C’est donc en utilisant des cylindres massifs, d’un diamètre de près de 50 cm, que l’instrument pouvait générer des courants de 1 ampère dans le circuit téléphonique. Les cornets habituels de l’époque étaient remplacés par des sortes de haut-parleurs. La deuxième version du telharmonium mesurait une vingtaine de mètres de long et pesait 200 tonnes. L’instrument était joué à quatre mains et possédait un clavier de 36 notes par octave.

## Histoire

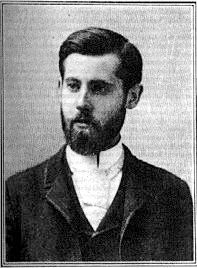
Thaddeus Cahill

### L'invention
Après s’être intéressé aux pianos, aux machines à écrire et au téléphone, l’avocat et inventeur américain Thaddeus Cahill eut l’idée de diffuser de la musique par le biais du téléphone naissant. L’amplification n’existant pas à l’époque, il créa le concept d’un instrument de musique électrique, suffisamment puissant pour être porté par les câbles téléphoniques. En 1898, il obtint un brevet pour un « appareil capable de créer et de diffuser de la musique électrique ».
Le premier telharmonium (qui pesait déjà 7 tonnes), vit le jour en 1901, et Cahill s’associa avec Oscar T. Crosby et Frederick C. Todd pour obtenir le soutien financier nécessaire à son entreprise. En 1902, Crosby créa la New England Electric Music Company et Cahill s’installa à Holyoke, (Massachusetts), dans un grand atelier pour y perfectionner son invention. De là, il fit plusieurs démonstrations concluantes, reliées par les réseaux téléphoniques, dont l’une atteignit New York.

### Le succès
On termina d’assembler le telharmonium 2 en 1906 (quatre ans de travaux, 50 personnes, pour un coût de 200 000 dollars). Il fut démonté, chargé sur 30 wagons et transporté par la voie ferrée jusqu’à New York. Installé dans un immeuble de Broadway, toute l’énorme machinerie était dissimulée dans la cave, tandis que les musiciens se produisaient dans ce qui devint le Telharmonic Hall. Cette nouveauté connut un succès prometteur en 1907. Plusieurs cafés, hôtels et musées signèrent des contrats pour recevoir la musique dans leurs locaux, ainsi que quelques riches particuliers. On jouait sur le telharmonium des œuvres classiques (Bach, Chopin, Grieg, Rossini), qui étaient également diffusées dans la rue.

### Le déclin et l'héritage
Malgré cet engouement passager, les problèmes ne tardèrent pas à s’accumuler. La société ne parvenait pas à trouver suffisamment de souscripteurs pour être rentable, et les compagnies téléphoniques reçurent beaucoup de réclamations, à la suite des interférences que le telharmonium générait dans les autres conversations. Le niveau du signal musical étant beaucoup plus important que celui du téléphone classique, il polluait tout le réseau new-yorkais. Malgré une tentative d’implanter son propre réseau câblé, la société fit faillite en mai 1908.
De retour à Holyoke, Cahill s’attela à la fabrication d’un troisième modèle, encore plus imposant, qui fut présenté en 1910. Il s’installa de nouveau à New York dans un autre local, en 1911, mais ne retrouva pas le succès de ses débuts. Sa nouvelle société, très endettée, disparut en 1914.
Le telharmonium n’a pas survécu à la Première Guerre mondiale, et l’on ne connaît malheureusement aucun enregistrement de cet instrument électrique précurseur. En 1950, un des frères de Thaddeus a tenté de sauver le premier prototype, mais il a finalement été envoyé à la casse. Cependant, le principe de la roue phonique a été repris et miniaturisé en 1935 pour créer l’orgue Hammond, avec le succès qu’on lui connaît. L’invention de Cahill reste donc une des étapes fondatrices de la musique électronique.